# Mureș Mall
A Mureș Mall egy marosvásárhelyi pláza. A város másodikként megnyílt plázája (a Promenada Mall után), és az egyetlen, amelyik a belvárosban van. Öt szinten helyezkedik el, területe több mint 16 000 négyzetméter.

## Története
2007-ben építették a Piața Victoriei (Győzelem tér, egykoron Deák Ferenc tér) 14. szám alatt, a lebontott ún. Bem Bem-ház helyén, a kolozsvári Matrix Investments 15 millió eurós befektetéseként. 2007. november 30-án nyílt meg.
Öt szintjén több mint 30 üzlet kapott helyet; a legfelső emeleten kaszinó és éttermek vannak. A plázában koncerteket, vásárokat, kiállításokat is tartanak.
2015-ben egy felhőszakadás alkalmával a plázában 100 négyzetméternyi álmennyezet beszakadt.